# Batalha de Termópilas (191 a.C.)
A Batalha dos Termópilas foi travada em abril de 191 a.C. entre as forças do Império Selêucida, comandadas por Antíoco III, o Grande, e da República Romana, sob o comando do cônsul Mânio Acílio Glabrião no contexto da Guerra romano-selêucida

## Contexto histórico
As operações militares em 191 a.C. começaram com a invasão de Antíoco III na Acarnânia, que teve muitas de suas cidades postas sob cerco. Em meio as operações, os selêucidas souberam que as tropas romanas haviam cruzado o Adriático e que o rei da Macedônia, Filipe V, acompanhado do pretor romano Marco Bébio Tânfilo marchava para a Tessália e decidiram retornar para Cálcis.
Pouco depois, com o início da primavera, o exército consular de Mânio Acílio Glabrião (formado por duas legiões romanas e outras duas de aliados italianos, perfazendo um total de 20 000 soldados, 2 000 cavaleiros e alguns elefantes) desembarcou em Apolônia, na Ilíria e se juntou ao exército aliado macedônico. A convergência dos três exércitos sobre Pelinna determinaram o sucesso do cerco iniciado pelo rei macedônico e a fuga do rei Aminandro para Ambrácia. A partir daí Acílio Glabrião assumiu o comando do exército romano e marchou, com o beneplácito do rei macedônico, para o sul da Tessália, onde ainda restavam alguns poucos cercos selêucidas a libertar.
Antíoco, sabendo dos últimos eventos, Antíoco ficou muito assustado, pois os eventos ocorreram exatamente como Aníbal havia previsto. Ele decidiu então enviar mensageiros para a Ásia para solicitar que Polixênides seguisse para a Grécia para ajudá-lo. Enquanto isso não acontecia, ele se preparou para o combate no passo de Termópilas com 10 000 soldados, 500 cavaleiros e outros aliados para impedir que os exércitos da coalização romana avançassem mais para o sul.

## Batalha
Os selêucidas construíram uma muralha dupla sobre a qual posicionaram suas armas de cerco. Antíoco posicionou também 2 000 etólios para guardar os estreitos passos de montanha (os mesmos aproveitados pelos persas na famosa Batalha de Termópilas) e levou o resto de suas forças para Heracleia Traquínia.
O comandante romano, que conhecia a história grega, lembrou da existência dos passos na montanha e enviou dois de seus tribunos, Lúcio Valério Flaco e Marco Pórcio Catão, à frente de equipes selecionadas por eles para contornar as montanhas à noite e expulsar os etólios da melhor maneira que pudessem. Lúcio não conseguiu o intento, pois enfrentou uma competente defesa dos etólios, mas Catão conseguiu surpreender os inimigos ainda dormindo e conseguiu vencê-los depois de um duro combate.
Enquanto Mânio liderou seu exército contra a vanguarda de Antíoco em linhas retas, a única forma possível no passo estreito, Antíoco posicionou suas tropas ligeiras à frente das falagens, que estavam adiante do acampamento com os arqueiros e fundeiros à direita, no sopé de uma das montanhas, e os elefantes do lado esquerdo, perto do mar.
As tropas ligeiras de Antíoco atacaram primeiro, vindas de todos os lados, mas os romanos receberam o ataque bravamente, cedendo à princípio, mas avançando e forçando o recuo selêucida em seguida. As falanges se abriram para permitir o recuo das tropas ligeiras e se fecharam para o avanço, com as longas lanças formando uma densa e mortal parede de combate, uma tática com a qual os macedônios, desde os tempos de Alexandre, o Grande, venceram seus inimigos repetidas vezes.
Neste momento, os etólios derrotados por Catão apareceram subitamente no acampamento de Antíoco. A princípio, nenhum dos dois lados soube o que estava acontecendo e houve uma confusão em ambas as fileiras. Porém, logo apareceu o próprio Catão à frente de suas forças gritando vitória. As tropas gregas, que já conheciam a fama militar dos romanos e sem saber o tamanho da força de Catão, entraram em pânico. Temendo pela segurança do acampamento, os gregos voltaram em desordem com a intenção de defendê-lo, mas foram seguidos de perto pelos romanos. Uma nova debandada se seguiu e os romanos partiram em perseguição, matando muitos e capturando outros. Quando voltaram, os romanos expulsaram os etólios, que haviam se aproveitado para entrar no acampamento romano, e saquearam o acampamento grego.
As perdas romanas foram irrelevantes (cerca de 200 soldados) enquanto que a maior parte do exército se Antíoco foi morto ou capturado. O próprio Antíoco fugiu com 500 cavaleiros para Éfeso